# 多克莫卡
多克莫卡（Dokmoka），是印度阿萨姆邦Karbi Anglong县的一个城镇。总人口4670（2001年）。

## 人口
该地2001年总人口4670人，其中男性2523人，女性2147人；0—6岁人口683人，其中男347人，女336人；识字率65.67%，其中男性为72.53%，女性为57.62%。